# Hörnergruppe
Die Hörnergruppe ist eine nahe Fischen im Allgäu befindliche, bis 1787 m ü. NHN hohe Gipfelgruppe der Allgäuer Alpen im Landkreis Oberallgäu, Bayern (Deutschland). Sie ist Teil des Naturparks Nagelfluhkette.

## Geographie

### Geographische Lage
Die Hörnergruppe befindet sich im Westteil der Allgäuer Alpen westlich des Illertals, in dem Sonthofen im Nordosten, Fischen im Allgäu im Osten und Oberstdorf im Südosten liegt. Östlich vorbei führt die B 19, von der man nach Westen auf die Kreisstraße OA 9 abbiegend von Fischen im Allgäu durch Obermaiselstein, über den Riedbergpass und durch Balderschwang nach Hittisau in Österreich fahren kann. Nördlich der Hörnergruppe befindet sich die Hochgratkette.

### Hörnerdörfer
Die Gemeinden Balderschwang, Bolsterlang, Fischen im Allgäu, Obermaiselstein und Ofterschwang am Fuß der Hörnergruppe vermarkten sich als „die Hörnerdörfer“, zwischen ihnen besteht ein Verwaltungsverbund, die Verwaltungsgemeinschaft Hörnergruppe.

### Berge
Die Hörnergruppe setzt sich aus den Bergen zusammen – Höhe in Meter über Normalhöhennull (NHN):
| - Riedberger Horn (1787 m) - Wannenkopf (1712,2 m) - Weiherkopf (1665 m) - Großer Ochsenkopf (1665 m) | - Rangiswanger Horn (1616 m) - Sigiswanger Horn (1527 m) - Bolsterlanger Horn (1586 m; erreichbar mit der Hörnerbahn) - Ofterschwanger Horn (1406 m; erreichbar mit dem Weltcup-Express) |

### Fließgewässer
Zu den Fließgewässern mit ihren Mündungsgewässern in und am Rand der Hörnergruppe gehören: 
| - Aubach (Gunzesrieder Ach) - Bolgenach (Weiler Ach) - Bolgenach (Weißach) - Ettersbach (Iller) - Gunzesrieder Ach (Iller) | - Iller (Donau) - Ostertalbach (Gunzesrieder Ach) - Schöneberger Ach (Weiler Ach) - Stuibenbach (Weiler Ach) - Weiler Ach (Iller) |

### Schutzgebiete
Die Hörnergruppe ist als Landschaftsschutzgebiet Hörnergruppe (LSG-00467.01) mit 6.811,2 ha ausgewiesen. Darin liegt das Natura-2000-Gebiet Hörnergruppe (DE8527301) nach der FFH-Richtlinie mit 1.183 ha.

## Tourismus und Erschließung

### Allgemeines
Die Hörnergruppe ist touristisch erschlossen. Im Sommer kann man auf einem gut angelegten und beschilderten „Panoramaweg“ zwischen den Hörnern wandern, im Winter besteht die Möglichkeit Ski und Snowboard zu fahren. Der Skibetrieb ist in Grasgehren, in Bolsterlang (mit Hörnerbahn und Weiherkopfbahn) und in Ofterschwang-Gunzesried (mit Ossi-Reichert-Bahn und Weltcup-Express) möglich. Das Angebot reicht von einfachen Pisten am Dorflift in Bolsterlang bis hin zu einer FIS-Abfahrt und -Slalomstrecke vom Weiherkopf sowie einer schwarzen Piste in Ofterschwang, an der auch Weltcuprennen stattfinden. Während der Skisaison verbindet ein kostenloser Pendelbus die Skigebiete in Bolsterlang und Ofterschwang. Es gibt einen Startplatz für Gleitschirmflieger und mehrere Landeplätze.

### Allgäuer Hörnertour
Die winterliche Überschreitung mehrerer Gipfel der Hörnergruppe mit Tourenski oder auf Schneeschuhen nennt sich Allgäuer Hörnertour, welche in spezieller Skitourenliteratur eingehend beschrieben ist und die auch auf entsprechenden Karten als solche eingezeichnet, in der Natur im Winter allerdings nicht markiert ist.
Im Sommer führt die kleine Hörner-Tour von der Bergstation des Weltcup-Express auf einem Panoramaweg über das Ofterschwanger Horn, das Sigiswanger Horn, das Rangiswanger Horn und den Weiherkopf zur Bergstation der Hörnerbahn oder umgekehrt. Die große Hörner-Tour führt zusätzlich über den Großen Ochsenkopf, das Riedberger Horn und das Bolsterlanger Horn.